# Kanton Hauteville-Lompnes
Kanton Hauteville-Lompnes (fr. Canton de Hauteville-Lompnes) – kanton w okręgu Belley, departamencie Ain (fr. Ain), w regionie Rodan-Alpy (fr. Rhône-Alpes). Kod INSEE: 0110. W jego skład, od roku 1942 (daty utworzenia), wchodziło 6 gmin:
- Aranc,
- Corlier,
- Cormaranche-en-Bugey,
- Hauteville-Lompnes,
- Prémillieu,
- Thézillieu[2].

W kantonie w 2011 roku zamieszkiwało 5586 osób, w tym 2707 mężczyzn i 2879 kobiet.
Od 22 marca 2015 w jego skład wchodzi 41 gmin:
- Anglefort (kod INSEE: 01010) – 1069 osób (2012 r.)
- Aranc (01012) – 311 osób
- Armix (01019) – 20 osób
- Artemare (01022) – 1175 osób
- Belmont-Luthézieu (01036) – 526 osób
- Béon (01039) – 429 osób
- Brénaz (01059) – 92 osoby
- Brénod (01060) – 543 osoby
- Chaley (01076) – 140 osób
- Champagne-en-Valromey (01079) – 788 osób
- Champdor (01080) – 466 osób
- Chavornay (01097) – 212 osób
- Chevillard (01101) – 160 osób
- Condamine (01112) – 418 osób
- Corbonod (01118) – 1203 osoby
- Corcelles (01119) – 238 osób
- Corlier (01121) – 119 osób
- Cormaranche-en-Bugey (01122) – 815 osób
- Culoz (01138) – 2940 osób
- Évosges (01155) – 144 osoby
- Le Grand-Abergement (01176) – 117 osób
- Hauteville-Lompnes (01185) – 3921 osób
- Hostiaz (01186) – 85 osób
- Hotonnes (01187) – 300 osób
- Izenave (01191) – 169 osób
- Lantenay (01206) – 263 osoby
- Lochieu (01218) – 96 osób
- Lompnieu (01221) – 122 osoby
- Outriaz (01282) – 254 osoby
- Le Petit-Abergement (01292) – 135 osób
- Prémillieu (01311) – 42 osoby
- Ruffieu (01330) – 198 osób
- Seyssel (01407) – 950 osób
- Songieu (01409) – 129 osób
- Sutrieu (01414) – 232 osoby
- Talissieu (01415) – 432 osoby
- Tenay (01416) – 1085 osób
- Thézillieu (01417) – 314 osób
- Vieu (01442) – 378 osób
- Vieu-d’Izenave (01441) – 683 osoby
- Virieu-le-Petit (01453) – 306 osób